# ATP German Open 1969
Il German Open 1969 è stato un torneo di tennis giocato sulla terra rossa. È stata la 63ª edizione del Torneo di Amburgo, la 2ª dell'Era Open. Si è giocato al Rothenbaum Tennis Center di Amburgo in Germania, dall'11 al 17 agosto 1969.

## Campioni

### Singolare
Tony Roche ha battuto in finale  Tom Okker con il punteggio di 6–1, 5–7, 7–5, 8–6.

### Doppio
Tom Okker /  Marty Riessen hanno battuto in finale  Jean-Claude Barclay /  Jürgen Fassbender con il punteggio di 6–1, 6–2, 6–4.